# 브룬틀란 위원회
세계환경위원회라 불린 바 있는 브룬틀란 위원회(Brundtland Commission)는 각국 정부가 지속가능한 개발을 실행하도록 힘을 모으기 위함이다.  위원회 의장이었던 그로 할렘 브룬틀란(Gro Harlem Brundtland)는 노르웨이 총리 출신 여성으로 전 유엔 사무총장이었던 하비에르 페레스 데 케야르가 1983년 임명했다. 브룬틀란은 공중보건학과 과학 분야 출신으로 많은 영향력을 발휘하고 있었기에 발탁됐다.
1972년 유엔인간환경회의와 1980년 국제 자연 보전 연맹이 발표한 세계보존전략 등이 개최 및 수립된 이후 세계 정상들은 지속 가능한 개발을 추진할 수 있는 협의체의 필요성을 절감하게 됐다. 개발도상국에서도 산업화와 성장에서 촉발된 여러 문제에 대해 생각해 볼 필요가 있었지만 선진국이 달성한 산업화를 이루기에는 한계가 있었다. 환경적 영향과 비윤리적 노동 관행 또한 장애물이 됐기에 유엔은 환경적으로 제기된 문제를 경제적, 사회적 상황과 함께 고려해야 함을 인지하게 됐다.
당대 유엔 총회는 인간 환경파괴와 천연 자원 고갈 문제가 날로 악화되고 있음을 인지하게 됐고 위원회 설치를 결정했다. 위원회는 1987년 12월 지속 가능한 발전의 의미를 처음으로 정의한 《우리들 공동의 미래》(브룬틀란 보고서) 편찬 후 해산됐다.

## 같이 보기
- 의제 21
- 지속 가능성
- 리우 회의